# 草酸氧钛
草酸氧钛是钛形成的一种羧酸盐，化学式为TiOC2O4。它可由氢氧化钛和草酸反应制得。它存在于酸性介质中，当pH升高时，它会转化为配阴离子TiO(C2O4)22−。它和草酸铵反应，可以得到(NH4)2TiO(C2O4)2。它可用于制备纳米二氧化钛。